# Everardo de Franconia
Everardo III (c. 885-2 de octubre de 939), fue Duque de Franconia y miembro de la dinastía Conradina. Sucedió a su hermano mayor, Conrado I en diciembre de 918. De 926 a 928, también actuó como gobernante de Lotaringia.

## Vida
Everardo era el segundo hijo de Conrado el Viejo y su esposa Glismut (m. 924), probablemente hija ilegítima del emperador carolingio Arnulfo de Carintia. Los Conradinos, que ocupaban el cargo de condes en la región francona de Lahngau, había sido leales partidarios de los carolingios, mientras competían en Franconia con los hijos del duque Enrique de Franconia, de la casa de Babenberg. En 906 ambos bandos se enfrentaron cerca de Fritzlar. Conrado el Viejo perdió la vida en la contienda, al igual que dos de los tres hermanos Babenberg. La disputa terminó cuando Luis el Niño apoyó a los Conradinos y Conrado el Joven se convirtió en el duque indiscutible de toda Franconia.
Tras la muerte del rey Luis en 911, los príncipes de Sajonia, Suabia y Baviera eligieron a Conrado el Joven como Rey de Francia Oriental. Bajo el gobierno de su hermano, Everardo aparece en 913 como conde en Hessengau y Persgau, y entre 913 y 928 como conde en el Alto Lahngau. Apoyó a su hermano contra Arnulfo de Baviera y Enrique de Sajonia y en 914 asumió el cargo de un margrave franconio; sin embargo, incapaz de hacer valer sus pretensiones, fue testigo de la conquista de Turingia por parte de Enrique de manos de Burcardo de Turingia.
En su lecho de muerte en Forchheim, en diciembre de 918, el rey Conrado reunió a los príncipes alemanes para organizar su sucesión. Según el cronista medieval Widukind de Corvey, persuadió a Everardo de renunciar a cualquier ambición por la corona alemana e instó a la¡os Príncipes electores del Imperio a que apoyaran a su antigur rival, Enrique el Pajarero, un Otónida, como su sucesor. Everardo recibió la misión de entregar personalmente la insignia real a Enrique en la Dieta Imperial, que se celebró en mayo de 919 en Fritzlar. Conrado consideró que esta era la única manera de poner fin a la larga contienda entre Sajones y Francos y  evitar así la disolución del Imperio en estados más pequeños nacidos de los ducados raíz.
Everardo sucedió a su hermano como duque de Franconia y siguió siendo un leal partidario del nuevo rey Enrique I. Después de que Enrique hubiera reconquistado Lotaringia, también le confirió el cargo de Regente en 926. Everardo estabilizó rápidamente aquellos territorios y gobernó hasta que en 928 el rey Enrique enfeudó a su yerno Gilberto el marido de su hija Gerberga.
Tras la muerte de Enrique, sin embargo, Everardo pronto entró en conflicto con su hijo y sucesor, Otón I, que pretendía fortalecer la autoridad real. En 937 el duque de Franconia cercó el castillo de Helmern cerca de Peckelsheim, situado cerca de la frontera sajona y defendido por un burgrave sajón que se negaba a jurar lealtad a cualquier no sajón. Otón llamó a las partes en conflicto a una corte real en Magdeburgo, donde Everardo fue condenado a pagar una multa y sus lugartenientes fueron sentenciados a llevar perros muertos en público, una pena particularmente deshonrosa. Enfurecido, Eberhard se unió a los oponentes de Otón, y se rebeló en 938 junto Thankmar, medio hermano de Otón y al nuevo Duque Everardo de Baviera, hijo del difunto duque Arnulfo. La revuelta fue sofocada rápidamente; Thankmar murió en Eresburg, y Everardo de Baviera fue reemplazado por su tío Bertoldo como duque (gobernó 938-945).
Tras una breve reconciliación con el rey, Everardo se alió con el duque Gilberto de Lorena, el Arzobispo Federico de Mainz, y Enrique, hermano menor de Otón, en un nuevo levantamiento. Sus fuerzas unidas representaban una seria amenaza para el gobierno de Otón; sin embargo, el 2 de octubre de 939, los rebeldes fueron finalmente derrotados en la Batalla de Andernach. Everardo de Franconia fue asesinado, supuestamente por su pariente Odo de Wetterau, tras lo cual su ducado fue expropiado y permaneció como posesión imperial directa hasta su disolución en 1039.